# Sainte-Beuve-en-Rivière
Sainte-Beuve-en-Rivière ist eine französische Gemeinde mit 175 Einwohnern (Stand: 1. Januar 2022) im Département Seine-Maritime in der Region Normandie. Sie gehört zum Arrondissement Dieppe und zum Kanton Neufchâtel-en-Bray. Die Bewohner werden Sainte-Beuvois und Sainte-Beuvoises genannt.

## Geographie
Sainte-Beuve-en-Rivière liegt östlich des Zentrums des Départements an der Eaulne, etwa 47 Kilometer nordöstlich von Rouen und etwa 37 Kilometer ostsüdöstlich von Dieppe. Umgeben wird Sainte-Beuve-en-Rivière von den Nachbargemeinden Saint-Germain-sur-Eaulne im Norden und Westen, Le Caule-Sainte-Beuve im Nordosten, Auvilliers im Osten, Mortemer im Südosten sowie Bouelles im Süden und Südwesten.
Durch die Gemeinde führt die Autoroute A29. 

## Bevölkerungsentwicklung

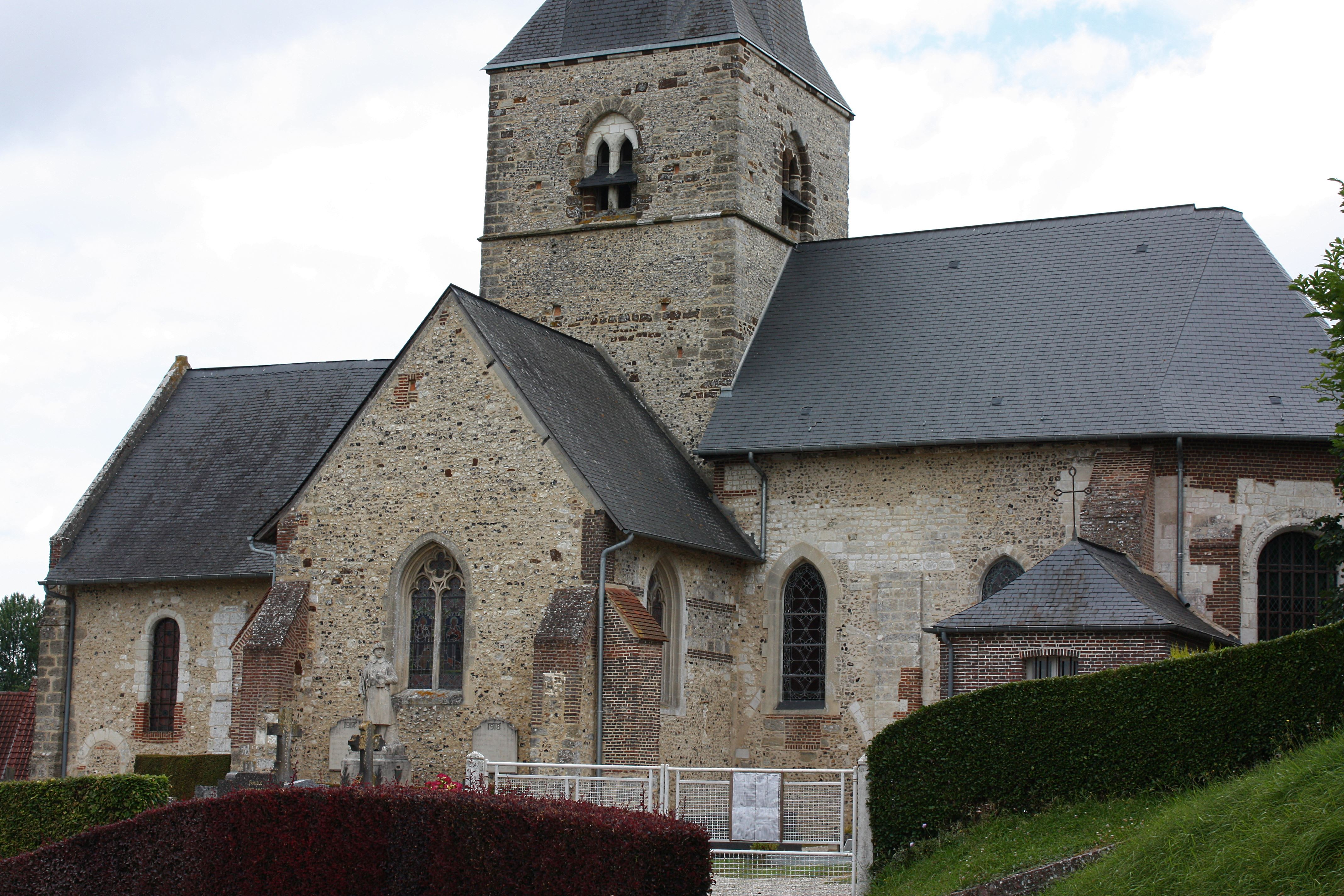
Kirche Sainte-Beuve

| Jahr                       | 1962 | 1968 | 1975 | 1982 | 1990 | 1999 | 2006 | 2013 | 2020 |
| Einwohner                  | 268  | 268  | 208  | 198  | 179  | 162  | 180  | 181  | 175  |
| Quellen: Cassini und INSEE |      |      |      |      |      |      |      |      |      |

## Sehenswürdigkeiten
- Kirche Sainte-Beuve aus dem 12. Jahrhundert